# Luis Doreste
Luis Doreste Blanco (Las Palmas de Gran Canaria, 7 de março de 1961) é um velejador espanhol.

## Carreira
Luis Doreste Blanco representou seu país nos Jogos Olímpicos de 1984, 1988, 1992 e 1996, na qual conquistou a medalha de ouro classe 470 e na classe Flying Dutchman.